# George John Rehring
George John Rehring (* 10. Juni 1890 in Cincinnati; † 29. Februar 1976 in Toledo, Ohio) war ein US-amerikanischer Geistlicher und römisch-katholischer Bischof von Toledo.

## Leben
George John Rehring besuchte das St. Gregory’s Preparatory Seminary. Anschließend studierte er Philosophie und Katholische Theologie am Mount St. Mary’s Seminary in Cincinnati. Am 28. März 1914 empfing Rehring das Sakrament der Priesterweihe für das Erzbistum Cincinnati.
Rehring war zunächst als Kurat an der St. Mary’s Church in Hillsboro und an der Saints Peter and Paul Church in Reading tätig, bevor er 1921 Pfarrer der Pfarrei Guardian Angels in Cincinnati wurde. Ab 1923 lehrte er am Mount St. Mary’s Seminary in Cincinnati. 1926 wurde George John Rehring für weiterführende Studien nach Rom entsandt, wo er 1928 an der Päpstlichen Universität Heiliger Thomas von Aquin zum Doktor der Theologie promoviert wurde. 1931 wurde Rehring Regens des Mount St. Mary’s Seminary in Cincinnati. Papst Pius XI. verlieh ihm 1932 den Titel Päpstlicher Hausprälat.
Am 6. August 1937 ernannte ihn Papst Pius XI. zum Titularbischof von Lunda und zum Weihbischof in Cincinnati. Der Erzbischof von Cincinnati, John Timothy McNicholas OP, spendete ihm am 7. Oktober desselben Jahres die Bischofsweihe; Mitkonsekratoren waren der Bischof von Lansing, Joseph Henry Albers, und der Bischof von Denver, Urban John Vehr. Sein Wahlspruch In divino beneplacito („Nach göttlichem Wohlgefallen“) stammt aus Eph 1,5 . Als Weihbischof wirkte George John Rehring zunächst weiterhin als Regens, bevor er 1940 Pfarrer der Pfarrei St. Mary in Cincinnati wurde.
Papst Pius XII. ernannte ihn am 18. Juli 1950 zum Bischof von Toledo. George John Rehring nahm an allen vier Sitzungsperioden des Zweiten Vatikanischen Konzils teil. Papst Paul VI. nahm am 25. Februar 1967 das von Rehring vorgebrachte Rücktrittsgesuch an und ernannte ihn zum Titularbischof von Tunnuna. Am 31. Dezember 1970 verzichtete er auf das Titularbistum Tunnuna.
Sein Grab befindet sich auf dem Calvary Cemetery in Toledo.